# Esferificació
L'esferificació és una tècnica culinària de la gastronomia molecular, creada i patentada per William Julius Syplie Peschardt (W.J.P. Peschardt) l'any 1946 (Manufacture of artificial cherries, soft sheets, and the like. US Pat. 2.403.547), i popularitzada arreu del món pel cuiner català Ferran Adrià. Aquesta tècnica tracta de presentar una preparació alimentària líquida, com per exemple un suc, un vi, un licor o una barreja liquada, en forma de petites boletes, que es trenquen en mastegar-les, deixant sortir tot el líquid i sense que se senti cap resta líquida. Està inspirada en aliments naturals com els ous de salmó i, menys, el caviar. Les esferificacions també es coneixen amb el nom de fals caviar.
Més àmpliament és, a qualsevol àmbit, el fet de canviar quelcom d'una forma qualsevol a l'esfèrica.

## Ingredients

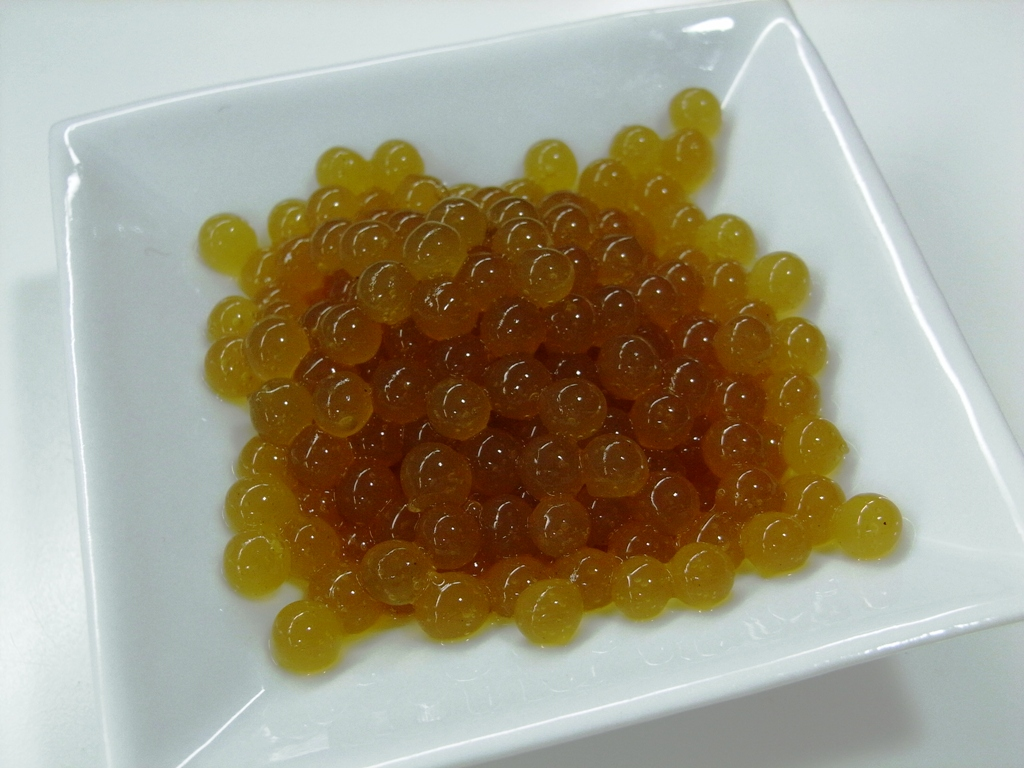
Te esferificat

Per poder realitzar les esferificacions s'han d'utilitzar, a més del producte a esferificar, dues substàncies: l'alginat i el calci. Poden utilitzar-se també goma xantana i citrat de sodi, si es necessiten.

### Alginat
Els alginats són polisacàrids obtinguts a partir d'algues, de naturalesa polielectrolítica i amb comportament col·loidal. Els alginats actuen com a espessidors, però en presència de calci formen un gel termoestable (es manté estable fins a més de 150 °C) sense necessitat d'aplicar un tractament tèrmic. Gràcies a aquesta capacitat es poden formar les esferificacions.
L'alginat utilitzat per a fer les esferificacions, és l'alginat de sodi, ja que és el que es dilueix millor.

### Calci
Per a poder portar a terme la gelificació que permet fer les esferificacions, l'alginat ha de tenir contacte amb un catió polivalent, per poder lligar-se entre les diferents molècules i crear així una xarxa tridimensional d'alginat. Aquest procés funciona amb la majoria del cations polivalents, excepte amb el magnesi, però el més utilitzat és el calci, ja que és el de més fàcil excés i el que forma un gels més resistents i durs. Les sals de calci més utilitzades en el camp de les esferificacions són: clorur, lactat i gluconat de calci.
2 Na-Alginat(aq) + Ca2+(aq) → Ca-Alginat₂(s) + 2 Na+(aq)
Totes les sals de calci, incloses les insolubles, arriben a reaccionar amb l'alginat si se'ls dona temps suficient. Com que les sals estan en equilibri amb els seus ions respectius, i encara que la concentració de Ca2+ sigui molt baixa, si els ions s'eliminen de l'equilibri per la seva associació amb l'alginat, la reacció es desplaçarà a la dreta, alliberant més calci.
Qualsevol sal de calci pot ser utilitzada, però cada sal té una certa solubilitat en aigua, la qual cosa determinarà la velocitat de formació del gel, i serà més gran a mesura que augmenti aquesta.
El clorur de calci és de fàcil dissolució, per la qual cosa forma les esferificacions de forma quasi immediata (ja que el calci accedeix més fàcilment als alginats). Però té un defecte: en altes concentracions, pot donar un sabor amarg-metàl·lic desagradable.
El lactat de calci i el gluconat de calci són l'altra opció de font de calci, ja que no deixen un sabor desagradable (és més, el lactat de calci deixa un sabor agradable), i produeixen una gelificació més lenta i controlable, ja que són menys solubles. Poden utilitzar-se per separat, o afegir com a font de calci una mescla dels dos, anomenada gluconolactat de calci.

### Goma Xantana
La goma xantana és un espessant. No aporta ni olors, ni sabors, ni color ni afecta a la transparència de l'esferificació, i tampoc reacciona amb l'alginat ni el calci, permetent el perfecte funcionament d'aquests dos per elaborar l'esferificació. S'utilitza en el camp de l'esferificació per aportat viscositat al producte i obtenir unes esferes més grans, i per augmentar la densitat.

### Citrat de sodi
El citrat de sodi és un corrector de pH, el qual el fa augmentar. S'utilitza per aproximar el pH del producte a esferificar entre 4-7, ja que l'alginat no reacciona amb el calci (impedint l'esferificació) a valors de pH per sota de 3,5.

## Tipus d'esferificacions
Els alginats gelifiquen (com hem dit abans) en presència d'ions de calci, donant lloc a gels no termodependents (a diferència dels gels formats per agar-agar o carragenats). En el gel, l'aigua queda atrapada per la matriu d'alginat i es manté per les forces de capil·laritat i les càrregues elèctriques, però aquesta aigua pot migrar si les condicions ho permeten, és a dir, el gel no és totalment impermeable i permet el pas d'aigua.
Abans de començar a esferificar, cal tenir certes precaucions amb els següents factors:
- pH: com s'ha dit anteriorment, pHs molt baixos impedeixen fer esferificacions, ja que no es forma l'alginat de calci, sinó que aquest precipita en forma d'àcid algínic. Per arreglar aquest problema s'utilitza el citrat de sodi, un corrector d'acidesa. Es recomana afegir citrat de sodi fins a arribar a un pH entre 4-7 en el producte aesferificar.
- Substàncies en el medi: hi ha certes substàncies que poden interferir amb la formació del gel i alterar-lo. Nivells alts de sucre disminueixen la força del gel. Els midons interaccionen amb els alginats mitjançant ponts d'hidrogen i retarden la fixació del calci (els gels obtinguts són menys elàstics). Si hi ha pectines, en condicions àcides, es formen gels termoreversibles sense necessitat d'una font de calci.
- Repòs de les solucions: l'alginat de sodi es dissol amb l'aigua o el producte mitjançant un túrmix, amb la qual cosa incorporarà aire, i junt amb el producte també es formarà espuma. Per aquestes raons, un cop preparada la mescla amb l'alginat, aquesta s'acostuma a deixar reposar a la nevera durant unes quantes hores o s'escalfa una mica per afavorir la pèrdua d'aire (tot i que després s'ha de refredar).

### Esferificació directa
El mètode tradicional d'esferificació es basa a dissoldre l'alginat (0,5-3%) en el producte que es vulgui esferificar (convé corregir el pH, si fos necessari, abans d'afegir l'alginat de sodi) i, per separat, la solució de la sal de calci, la qual acostuma a ser el clorur de calci (6-8%).
Un cop preparades les dues mescles, es comença a afegir la mescla amb l'alginat gota a gota, amb l'ajuda d'una xeringa o una cullera, per sobre de la solució de calci. La gota amb alginat, en entrar amb contacte amb el calci, gelificarà per la capa exterior (que és la que està en contacte amb el calci), impedint que el calci pugui entrar en contacte immediat amb el producte interior, el qual es mantindrà líquid. El resultat és la formació d'una esfera petita que conté una capa gelatinosa, però que a l'interior és totalment líquida, és a dir, una esferificació. Les esferes resultants es poden manipular, ja que són lleugerament flexibles.
La mida de l'esferificació depèn de la mida de la gota: al deixar caure una gota més gran sobre la solució de calci, l'esferificació també serà més gran. Un sistema per poder fer esferificacions una mica més grosses és l'addició d'espessants, com la goma xantana al producte a esferificar per augmentar la viscositat i així augmentar la mida de la gota. Un altre mètode és utilitzar xeringues amb una punta de sortida més ampla, que permeten la formació d'una gota més gran.
Per tal de facilitar la formació de les esferificacions, és imprescindible que el producte hagi reposat durant unes quantes hores i estigui lliures de bombolles, ja que sinó la seva densitat serà molt menor a la del bany de calci i les esferificacions es quedaran a la superfície, fent que, les següents gotes que caiguin, en comptes d'entrar en contacte directament amb el bany de calci, topin amb aquestes esferificacions ja formades i la gota quedi amb formes estranyes.
En aquest procés, els cations de Ca2+ van penetrant per difusió, des de la superfície de contacte del producte amb el bany de calci, fins a l'interior del producte, arribant a produir la gelificació total de l'esfera. Aquest és un procés ràpid en la superfície, però lent a mesura que la capa de gelatina es fa més gruixuda. Per tal d'evitar això, és imprescindible treure les esferificacions del bany de calci en el moment desitjat (no acostuma a ser més de 30 segons) i esbandir-les amb aigua i després deixar-les en repòs en un pot d'aigua fins al moment de consum. A l'esbandir-les sempre queda una mica de calci que encara pot gelificar part de l'alginat (però molt lentament), de tal manera que es recomana la preparació d'aquestes esferificacions just abans del consum.
Si l'esferificació conté molts compostos solubles, com els sucres, l'aigua on es deixen reposar fins al seu consum ha de tenir una concentració el més semblant possible, per tal d'evitar migracions d'aquests component o d'aigua, ja que la capa externa no és impermeable i tendeix a arribar a un equilibri amb el medi que l'envolta.
Si es fa un gran nombre d'esferificacions, cal renovar el bany de calci, ja que els ions es van esgotant, cosa que fa que la seva concentració baixi, i pugui resultar insuficient per gelificar l'alginat.

### Esferificació inversa
En alguns casos les esferificacions directes no seran possibles, ja que l'aliment tindrà una font natural alta en calci (llet, iogurt, cremes, ...) la qual cosa, en afegir-hi l'alginat, gelificaria immediatament i no es podrà donar la forma esfèrica. En aquests casos es porta a terme una esferificació inversa, totalment recomanada en productes amb un alt contingut en calci, tot i que també pot utilitzar-se en productes sense calci.
En aquest mètode l'alginat és dissolt (5%) en el bany on caurà el producte a esferificar, i la sal de calci s'afegeixen el producte. Abans d'afegir el calci, s'ha de calcular quina quantitat necessita el producte, tenint en compte la seva concentració natural. En aquesta esferificació, s'intenta evitar al màxim l'ús del clorur de calci com a font de calci, ja que aquesta esferificació conté molt més calci que la directa, fent que el sabor desagradable es noti amb més facilitat. Per tant, s'usaran el Lactat i/o el gluconat de calci (15-20%).
En aquest cas, gairebé sempre serà imprescindible la utilització d'un espessant (goma xantana) en el producte, ja que aquest ha de ser molt viscós i dens per tal de precipitar en el bany d'alginat (que és viscós) i poder formar l'esferificació. Com que ha de poder penetrar amb facilitat la tensió superficial provocada per l'alginat, s'hi haurà de posar una quantitat més gran de producte, per la qual cosa l'ús de xeringues queda limitat. Llavors s'utilitzarà una cullera petita i es llençarà tot el seu contingut alhora al bany d'alginat. Un altre mètode per portar a terme aquesta esferificació, és congelar amb la forma desitjada la solució a esferificar, i, un cop sòlida, simplement abocar-ho a sobre el bany d'alginat. Aquest mètode permet crear esferificacions més grans.
Com en l'esferificació directa, també hi haurà una migració del calci, però com que en aquest cas es troba en el producte, la capa de gel anirà creixent cap a l'exterior, fent que l'esferificació, a mesura que passa el temps, es vagi fent més i més gran. S'ha d'anar amb molt de compte, ja que les capes de gel d'alginat que creixen poden trobar-se les unes amb les altres i unir així dues esferificacions o més. Per tant, a l'hora d'abocar el producte, convé fer-ho en llocs del bany diferents, perquè no precipiti una esferificació a sobre de l'altra i s'acabin unint. També es pot agitar continuadament per tal d'evitar aquesta unió. També, com en l'esferificació directa, s'ha de vigilar la migració de soluts de l'esferificació i esbandir amb aigua un cop feta. L'esferificació inversa crea esferes osmòtiques, fent que el sabor del medi sigui absorbit per l'esferificació.
La presència de bombolles a la solució d'alginat no és important quant al procés (ja que en ser menys dens l'esferificació precipitarà), però aquestes passaran a formar part del gel que envolta l'esferificació, sent visibles i alterant la capa externa.

## Aplicacions a altres camps basades en el mateix principi
En bioquímica, l'encapsulació ha estat emprada per a fixar un enzim o complex enzimàtic i poder obtenir, en continu, el producte de la reacció enzimàtica que es duu a terme. En aquest exemple, l'enzim inclòs o encapsulat dins la resina (esferes d'alginat), es troba dins un tanc en què, per un extrem es fa entrar el substrat a un flux adequat i per l'altre s'obté el producte, podent-se re-aprofitar l'enzim durant més temps.
Anteriorment, aquest tipus de reaccions tenien lloc en successives incubacions on en cadascuna, calia barrejar substrat i enzim i passat un temps determinat, recollir el producte barrejat amb l'enzim, amb l'inconvenient d'haver de purificar el producte i perdre grans quantitats d'enzim.